# Parigi-Bruxelles 1986
La Parigi-Bruxelles 1986, sessantaseiesima edizione della corsa, si svolse il 24 settembre 1986 su un percorso di 301 km, con partenza da Senlis e arrivo a Bruxelles. Fu vinta dall'italiano Guido Bontempi della Carrera-Inoxpran davanti all'irlandese Sean Kelly e al belga Johan Capiot.

## Ordine d'arrivo (Top 10)
| Pos. | Corridore          | Squadra                    | Tempo    |
| ---- | ------------------ | -------------------------- | -------- |
| 1    | Guido Bontempi     | Carrera-Inoxpran           | 8h37'00" |
| 2    | Sean Kelly         | KAS-Canal 10               | a 3"     |
| 3    | Johan Capiot       | Roland-Van De Ven          | s.t.     |
| 4    | Eric Vanderaerden  | Panasonic                  | s.t.     |
| 5    | Pierino Gavazzi    | Atala-Ofmega               | s.t.     |
| 6    | Gianni Bugno       | Atala-Ofmega               | s.t.     |
| 7    | Steven Rooks       | PDM-Ultima-Concorde        | s.t.     |
| 8    | Pascal Dubois      | La Vie Claire Wonder-Radar | s.t.     |
| 9    | Jean-Marie Wampers | Hitachi-Marc-Splendor      | s.t.     |
| 10   | Willem Wijnant     | TeVe Blad-Eddy Merckx      | s.t.     |